# فرودگاه بین‌المللی پرینسس جولیانا
فرودگاه بین‌المللی پرینسس جولیانا (به انگلیسی: Princess Juliana International Airport) یک فرودگاه همگانی با کد یاتا SXM است که یک باند فرود آسفالت و بتن دارد و طول باند آن ۲۳۰۰ متر است. این فرودگاه در کشور سینت مارتن قرار دارد .

## شرکت‌های هواپیمایی و مقصدهای پروازی

### مسافری

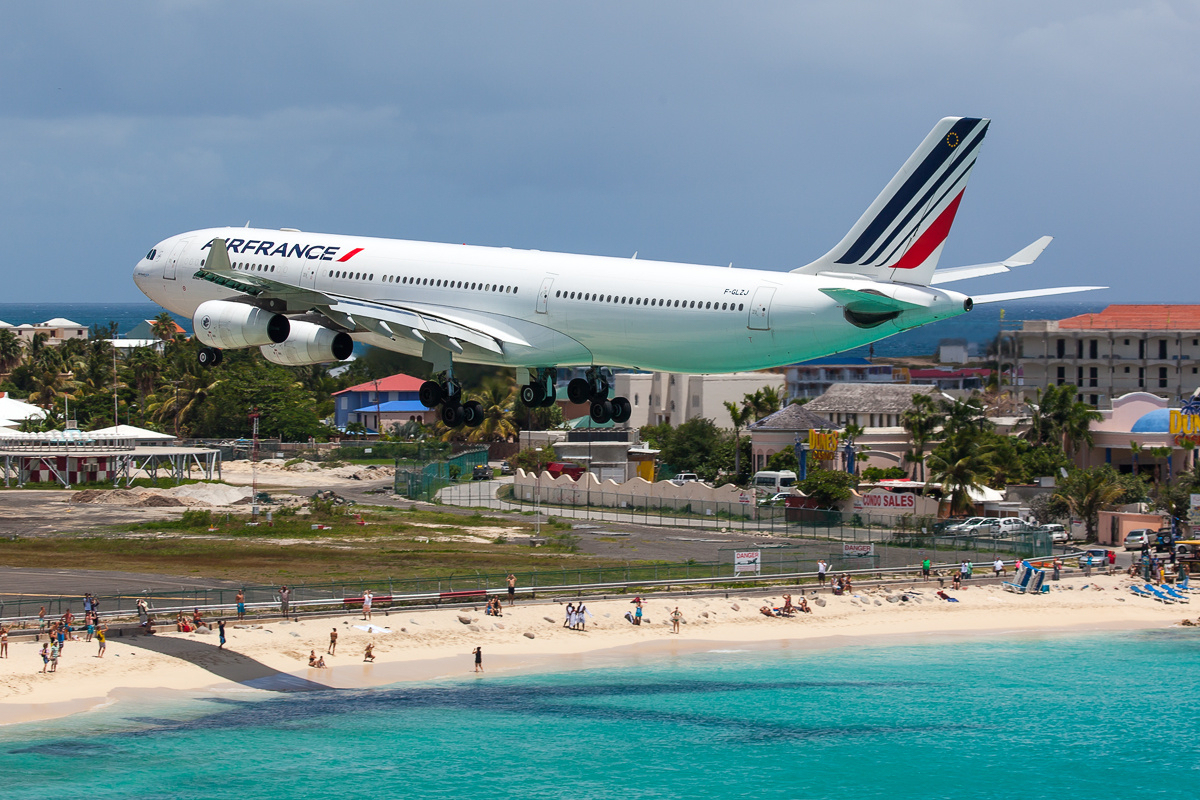
ایر فرانس ایرباس ای۳۴۰ flying over Maho Beach shortly before touch-down

| شرکت‌های هواپیمایی                  | مقصدهای پروازی |
| ---------------------------------- | --- |
| ایر کانادا روژ                     | فصلی: پیرسون تورنتو |
| ایر کارائیب                        | اورلی، توسن لوورتور فصلی: پوانت آ پیتر                                                                                                   |
| ایر فرانس                          | شارل دوگل پاریس |
| Air Transat                        | فصلی: مونترآل-پییر الیوت ترودو، پیرسون تورنتو                                                                                            |
| امریکن ایرلاینز                    | شارلوت داگلاس، میامی، فیلادلفیا فصلی: جان اف کندی                                                                                        |
| کاریبین ایرلاینز                   | نورمن مانلی، پیارکو |
| کوپا ایرلاینز                      | توکومن |
| دلتا ایرلاینز                      | هارتسفیلد-جکسون آتلانتا، جان اف کندی فصلی: مینیاپولیس−سنت پل                                                                             |
| Fly All Ways                       | چارتر: یوهان ادالف پنگل |
| Insel Air                          | هاتو Suspended: لا امریکاس |
| اینترکارابین ایرویز                | ترانس بی. لتسام |
| جت‌بلو                              | لوگان، جان اف کندی |
| کاال‌ام                             | اسخیپول آمستردام |
| LIAT                               | و. س. برد، گرانتلی ادمز، رابرت ل. بریدشو، جرج واین گارتنر ال چارلز، ترانس بی. لتسام                                                      |
| پاوا دومینیکانا                    | و. س. برد، لا امریکاس1 |
| Spirit Airlines                    | فورت لادردیل–هالیوود |
| سن بارت کوموتر                     | گوستاف ۳ |
| Sky High Aviation Services         | سیباو، لا امریکاس |
| Sun Country Airlines               | فصلی: مینیاپولیس−سنت پل |
| سان‌وینگ ایرلاینز                   | مونترآل-پییر الیوت ترودو، پیرسون تورنتو                                                                                                  |
| TUI fly Belgium                    | بروکسل (آغاز از ۳۰ اکتبر ۲۰۱۷) |
| تی‌یوآی ایرلاینز نیدرلندز           | اسخیپول آمستردام2 (پایان در ۲۵ اکتبر ۲۰۱۷)                                                                                               |
| یونایتد ایرلاینز                   | لیبرتی نیوآرک، دالس واشینگتن فصلی: اوهر شیکاگو                                                                                           |
| وست جت                             | پیرسون تورنتو |
| وین ایر                            | و. س. برد، کنفیلد، ونس و. آموری، یوانخو ئی. یروسخین، لوئیز مونز مارین، گوستاف ۳، رابرت ل. بریدشو، فرانکلین دلانو روزولت، ترانس بی. لتسام |
| وین ایر اجرا توسط ایر آنتیل اکسپرس | ملویل هال، پوانت آ پیتر، لوئیز مونز مارین                                                                                                |
| وین ایر اجرا توسط پاوا دومینیکانا  | هاتو، توسن لوورتور |
| ایکس‌ال ایرویز فرانسه               | فصلی: شارل دوگل پاریس3 |

Notes

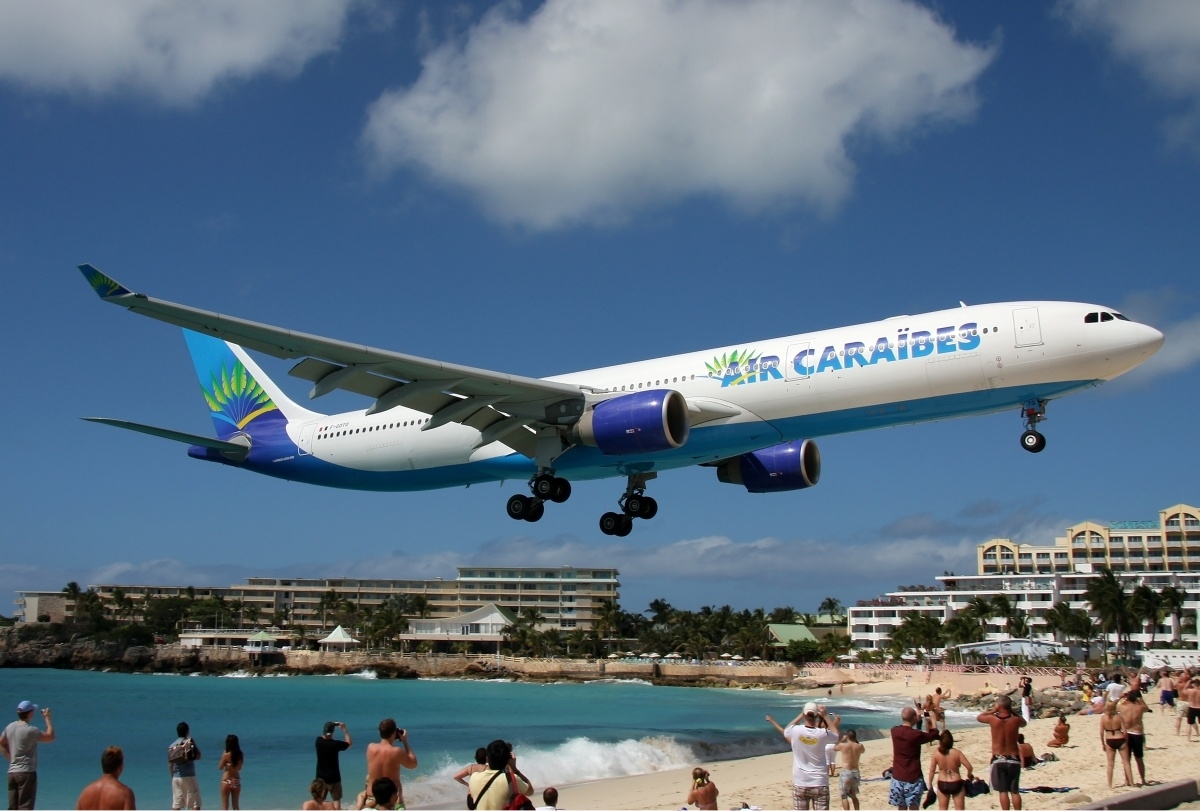
ایر کارائیب ایرباس ای۳۳۰ flying over Maho Beach shortly before touch-down

- ^  پاوا دومینیکانا's flights to and from Antigua fly via St. Maarten.
- ^  تی‌یوآی ایرلاینز نیدرلندز flights operate from Sint Maarten to Curacao before continuing to Amsterdam. However, the airline doesn't have cabotage rights to transport passengers solely between Sint Maarten and Curacao.
- ^  ایکس‌ال ایرویز فرانسه flights operate from Sint Maarten to Guadeloupe before continuing to Paris. However, the airline doesn't have cabotage rights to transport passengers solely between Sint Maarten and Guadeloupe.

### باری
| شرکت‌های هواپیمایی      | مقصدهای پروازی           |
| ---------------------- | ------------------------ |
| Amerijet International | میامی، سیباو، لا امریکاس |